# Tania Gunadi
Tania Gunadi (ur. 29 lipca 1983 w Bandungu) – indonezyjska aktorka pracująca w Stanach Zjednoczonych.

## Filmografia
Źródło:
- A Real Job (2001), jako Tanya, Tammy i Tina
- Even Stevens (2002), jako Allison Wong
- Haunted (2002), jako Anorexic Girl
- Lock Her Room (2003), jako Girl
- Nuditiy Required (2003), jako Voodoo Disco Queen
- All About the Andersons (2003), jako Kim
- Boston Public (2003), jako Sri Sumarto
- Pixel Perfect (2004), jako Cindy
- Eulogy (2004), jako Girl in Dorm Room
- Wiener Park (2004), jako Song MI Sook
- The Magic of Ordinary Days (2005), jako Florence
- Go Figure (2005), jako Mojo
- It's Always Sunny in Philadelphia (2007), jako Sun-Li
- Aaron Stone (2007), jako Emma Lau/Dark Tamara
- Spring Berakdown (2009), jako Wheelchair Girl
- Bob Funk (2009), jako Connie
- Unconditionally (2009), jako Jen
- Possessions (2010), jako Janice
- Transformers: Prime (2010), jako Miko Nakadai
- Adventures in Zambezia (2011), jako Tini
- Mymusic (2012), jako Techno
- Enlisted (2014), jako Private First Class Park